# 集成灶
集成灶，也称一体灶，是一种将多种厨房电器组合在一起的现代厨房设备。它通常包含燃气炉或电磁炉、烤箱、抽油烟机甚至洗碗機、消毒櫃等功能。相比分散的厨房电器，集成灶节省了购买选择的注意力和后续的维修成本，以及厨房空间。此外，集成设计减少了缝隙和死角，便于清洁。集成灶通常有统一的控制面板，操作更加便捷。同时，集成灶的一体化设计使厨房看起来更加整洁。